# Súlyemelés az 1996. évi nyári olimpiai játékokon
Az 1996. évi nyári olimpiai játékokon a súlyemelésben tíz súlycsoportban osztottak érmeket.

## Éremtáblázat
(Magyarország eltérő háttérszínnel, az egyes számoszlopok legmagasabb értéke illetve értékei vastagítással kiemelve.)
| Az 1996. évi nyári olimpiai játékok éremtáblázata súlyemelésben | Az 1996. évi nyári olimpiai játékok éremtáblázata súlyemelésben | Az 1996. évi nyári olimpiai játékok éremtáblázata súlyemelésben | Az 1996. évi nyári olimpiai játékok éremtáblázata súlyemelésben | Az 1996. évi nyári olimpiai játékok éremtáblázata súlyemelésben | Olimpia  |
| --------------------------------------------------------------- | --------------------------------------------------------------- | --------------------------------------------------------------- | --------------------------------------------------------------- | --------------------------------------------------------------- | -------- |
|                                                                 | Ország                                                          | Arany                                                           | Ezüst                                                           | Bronz                                                           | Összesen |
| 1.                                                              | Görögország (GRE)                                               | 2                                                               | 3                                                               | 0                                                               | 5        |
| 2.                                                              | Kína (CHN)                                                      | 2                                                               | 1                                                               | 1                                                               | 4        |
| 3.                                                              | Oroszország (RUS)                                               | 2                                                               | 1                                                               | 0                                                               | 3        |
| 4.                                                              | Törökország (TUR)                                               | 2                                                               | 0                                                               | 0                                                               | 2        |
| 5.                                                              | Ukrajna (UKR)                                                   | 1                                                               | 0                                                               | 1                                                               | 2        |
| 6.                                                              | Kuba (CUB)                                                      | 1                                                               | 0                                                               | 0                                                               | 1        |
|                                                                 |                                                                 |                                                                 |                                                                 |                                                                 |          |
| 7.                                                              | Németország (GER)                                               | 0                                                               | 2                                                               | 1                                                               | 3        |
| 8.                                                              | Bulgária (BUL)                                                  | 0                                                               | 1                                                               | 2                                                               | 3        |
| 9.                                                              | Észak-Korea (PRK)                                               | 0                                                               | 1                                                               | 1                                                               | 2        |
| 10.                                                             | Kazahsztán (KAZ)                                                | 0                                                               | 1                                                               | 0                                                               | 1        |
|                                                                 |                                                                 |                                                                 |                                                                 |                                                                 |          |
| 11.                                                             | Ausztrália (AUS)                                                | 0                                                               | 0                                                               | 1                                                               | 1        |
| 11.                                                             | Lengyelország (POL)                                             | 0                                                               | 0                                                               | 1                                                               | 1        |
| 11.                                                             | Magyarország (HUN)                                              | 0                                                               | 0                                                               | 1                                                               | 1        |
| 11.                                                             | Románia (ROU)                                                   | 0                                                               | 0                                                               | 1                                                               | 1        |
|                                                                 |                                                                 |                                                                 |                                                                 |                                                                 |          |
| Összesen                                                        | Összesen                                                        | 10                                                              | 10                                                              | 10                                                              | 30       |

## Érmesek
| Az 1996. évi nyári olimpiai játékok érmesei súlyemelésben |                                                                      |                                                                 |                                                              |
| Versenyszám                                               | Arany                                                                | Ezüst                                                           | Bronz                                                        |
| 54 kg                                                     | Halil Mutlu · Törökország (TUR) · (132.5,VCS+155=287.5 kg)           | Csang Hsziang-szen · Kína (CHN) · (130+150=280 kg)              | Szevdalin Mincsev · Bulgária (BUL) · (125+152.5=277.5 kg)    |
| 59 kg                                                     | Tang Ning-seng · Kína (CHN) · (137.5+170=307.5 kg VCS)               | Leonídasz Szambánisz · Görögország (GRE) · (137.5+167.5=305 kg) | Nikolaj Pesalov · Bulgária (BUL) · (137.5+165=302.5 kg)      |
| 64 kg                                                     | Naim Süleymanoğlu · Törökország (TUR) · (147.5+187.5,VCS=335 kg VCS) | Valériosz Leonídisz · Görögország (GRE) · (145+187.5=332.5 kg)  |                                                              |
| 70 kg                                                     | Csan Hsziü-kang · Kína (CHN) · (162.5,VCS+195,VCS=357.5 kg VCS)      | Kim Mjongnam · Észak-Korea (PRK) · (160+185=345 kg)             | Feri Attila · Magyarország (HUN) · (152.5+187.5=340 kg)      |
| 76 kg                                                     | Pablo Lara · Kuba (CUB) · (162.5+205=367.5 kg)                       | Joto Jotov · Bulgária (BUL) · (160+200=360 kg)                  | Cson Csholho · Észak-Korea (PRK) · (162.5+195=357.5 kg)      |
| 83 kg                                                     | Pírosz Dímasz · Görögország (GRE) · (180,VCS+212.5=392.5 kg VCS)     | Marc Huster · Németország (GER) · (170+213.5,VCS=382.5 kg)      | Andrzej Cofalik · Lengyelország (POL) · (170+202.5=372.5 kg) |
| 91 kg                                                     | Alekszej Petrov · Oroszország (RUS) · (187.5,VCS+215=402.5 kg)       | Leonídasz Kókasz · Görögország (GRE) · (175+215=390 kg)         | Oliver Caruso · Németország (GER) · (175+215=390 kg)         |
| 99 kg                                                     | Kahi Kahiasvili · Görögország (GRE) · (185+235=420 kg)               | Anatolij Hrapatij · Kazahsztán (KAZ) · (187.5+222.5=410 kg)     | Denisz Hotfrid · Ukrajna (UKR) · (187.5+215=402.5 kg)        |
| 108 kg                                                    | Timur Tajmazov · Ukrajna (UKR) · (195+235=430 kg)                    | Szergej Szircov · Oroszország (RUS) · (195+225=420 kg)          | Nicu Vlad · Románia (ROU) · (197.5+222.5=420 kg)             |
| +108 kg                                                   | Andrej Csemerkin · Oroszország (RUS) · (197.5+260=457.5 kg)          | Ronny Weller · Németország (GER) · (200+255=455 kg)             | Stefan Botev · Ausztrália (AUS) · (200+250=450 kg)           |

## Magyar részvétel
- Feri Attila 3. hely 70 kg (152.5ocs-187.5=340)
- Popa Adrián 5. hely 59 kg (135-172.5=307.5)
- Farkas Zoltán 8. hely 59 kg (130-150=280)
- Kecskés Zoltán 8. hely 64 kg (135-167.5=302.5)
- Stark Tibor 8. hely 108 kg (187.5ocs-227.5ocs=415ocs)
- Karczag Tibor 54 kg szakításban kiesett
- Molnár Gábor 70 kg szakításban kiesett
- ocs= országos csúcs